# NGC 4550
NGC 4550 est une galaxie lenticulaire relativement rapprochée, vue par la tranche et située dans la constellation de la constellation de la Vierge. Sa vitesse par rapport au fond diffus cosmologique est de 786 ± 23 km/s, ce qui correspond à une distance de Hubble de 11,59 ± 0,88 Mpc (∼37,8 millions d'al). Elle a été découverte par l'astronome germano-britannique William Herschel en 1784.
NGC 4550 présente une large raie HI. C'est aussi une galaxie LINER, c'est-à-dire une galaxie dont le noyau présente un spectre d'émission caractérisé par de larges raies d'atomes faiblement ionisés.

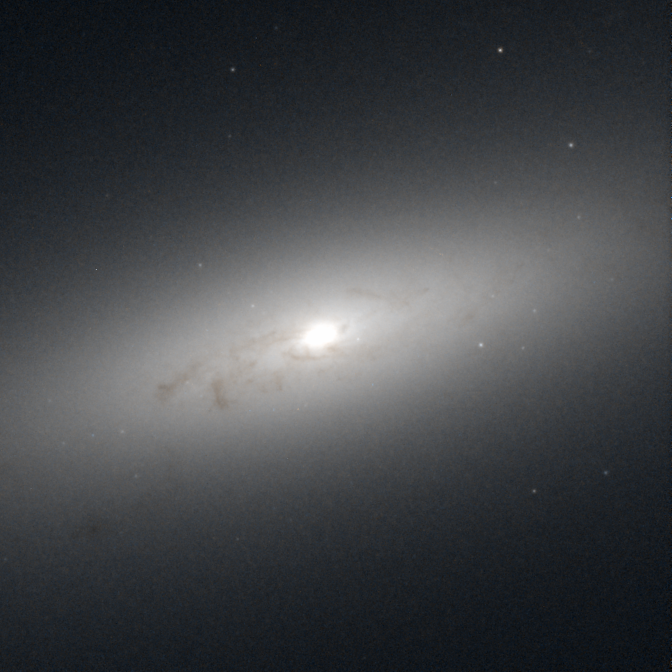
NGC 4550 par le télescope spatial Hubble.

Selon E.L. Turner, les galaxies NGC 4550 et NGC 4451 forment une paire de galaxies rapprochées. La distance de Hubble de NGC 4551 est égale à (16,795 ± 2,349 pc, soit une distance presque  égale à celle de NGC 4550. Il est donc vraisemblable que ces deux galaxies forment une paire réelle.  
NGC 4550 est une des nombreuses galaxies de l'amas de la Vierge.

## Distance de NGC 4550
À ce jour, 22 mesures non basées sur le décalage vers le rouge (redshift) donnent une distance de 16,384 ± 3,381 Mpc (∼53,4 millions d'al), ce qui est à l'extérieur des valeurs de la distance de Hubble.
Cette galaxie, comme plusieurs de l'amas de la Vierge, est relativement rapprochée du Groupe local et on obtient souvent une distance de Hubble très différente en raison de leur mouvement propre dans le groupe où dans l'amas où elles sont situées. La distance de 16.384 Mpc est sans doute plus près de la réalité. Selon ces deux mesures, NGC 4550 se dirige vers le centre de l'amas en direction de la Voie lactée. Notons que c'est avec la valeur moyenne des mesures indépendantes, lorsqu'elles existent, que la base de données NASA/IPAC calcule le diamètre d'une galaxie.

## Deux disques distincts
Au début des années 1990, Vera Rubin et ses collègues ont découvert que NGC 4550 avait deux disques d'étoiles qui tournaient en sens inverse l'un de l'autre. L'article décrivant leur découverte a été publié en 1992 dans la revue Astrophysical Journal Letters. Au sujet de cette découverte, Rubin a écrit que plusieurs astronomes devraient modifier leur façon de mesurer les vitesses, car les programmes informatiques n'étaient pas alors assez puissant pour traiter de situations aussi complexes. Elle a aussi mentionné qu'elle était heureuse d'avoir fait une telle découverte à l'âge de 63 ans. L'une des hypothèses pouvant expliquer le phénomène est que NGC 4550 est le produit de la fusion entre deux galaxies à disques dont le sens de rotation était contraire l'une de l'autre.

## Amas globulaires
Selon une étude publiée en 2008 et basée sur les observations réalisées avec le télescope spatial Hubble, le nombre d'amas globulaires dans NGC 4550 (VCC 1619 dans l'article) est estimé à 84 ± 19.

## Groupe de M86
Selon Abraham Mahtessian, NGC 4550 fait partie d'un groupe de galaxies qui compte 22 membres, le groupe de M86 (NGC 4406) (M86 est la plus brillante de ce groupe). Les autres galaxies de la liste de Mahtessian sont M98 (NGC 4192), NGC 4208 (NGC 4212 dans l'article), NGC 4216, NGC 4396, M86 (NGC 4406), NGC 4413, NGC 4419, NGC 4438, NGC 4531, NGC 4552 (M89), M90, (NGC 4569), IC 3094 (appartenance incertaine), IC 3258 et IC 3476.
La liste de Mahtessian renferme quelques erreurs. Par exemple, la galaxie NGC 4438 forme une paire avec la galaxie NGC 4435 et elle devrait logiquement appartenir au groupe de M60 décrit par Mahtessian et au groupe de M49 décrit par A.M. Garcia. Autre exemple, l'omission de la galaxie IC 3583 qui forme une paire avec M90.
De plus, la liste de Mahtessian renferme d'autres erreurs évidentes. On y retrouve par exemple la galaxie NGC 598 qui est en réalité la galaxie du Triangle (M33) et qui fait partie du Groupe local, de même que la galaxie NGC 784 qui appartient au groupe de NGC 672 et qui est au moins trois fois plus rapprochée de la Voie lactée que les autres galaxies du groupe de M86. De plus, trois des galaxies (1110+2225, 1228+1233 et 1508+3723) mentionnées dans l'article sont introuvables dans les bases de données. La notation employée par Mahtessian est un abrégé de la notation du Catalogue of Galaxies and of Clusters of Galaxies CGCG et la correspondance avec d'autres désignations ne figure malheureusement pas dans l'article. Ainsi, les galaxies 0101+1625 et 1005+1233 sont en réalité CGCG 0101.7+1625 (UGC 685) et CGCG 1005.8+1233 (Leo I ou UGC 5470). Leo I fait partie du Groupe local et UGC 685 est à environ 15 millions d'années-lumière de nous en bordure du groupe local. Ces deux galaxies n'appartiennent manifestement pas au groupe de M86.
Certaines de ces galaxies s'approchent de la Voie lactée ou leur vitesse radiale est trop faible pour que l'on puisse calculer leur distance à partir de la loi de Hubble-Lemaître. Heureusement, plusieurs mesures (sauf pour IC 3094 et NGC 4431) ont été réalisées selon des méthodes indépendantes du décalage vers le rouge. La distance moyenne des galaxies du groupe avec suffisamment de mesure non basées sur le décalage est de 14,9 Mpc.